# دختری با لباس خواب

دختری در لباس خواب (۱۹۰۵ میلادی) اثر نقاش اسپانیایی پابلو پیکاسو (۱۸۸۱ - ۱۹۷۳ میلادی)

دختری در لباس خواب (به اسپانیایی: La mujer joven en la camiseta) از آثار نقاش اسپانیایی پابلو پیکاسو (۱۸۸۱ - ۱۹۷۳ میلادی) است که وی آن را در سال ۱۹۰۵ میلادی و در پاریس خلق کرد. 
با پایان دوره آبی (۱۹۰۱ - ۱۹۰۴ میلادی) در طبقه‌بندی کارهای پیکاسو، دوره سرخ (۱۹۰۴ - ۱۹۰۶ میلادی) جایگزین آن می‌شود، دوره‌ای که دیگر خبری از فضای افسرده و سردِ آبیئیسمی آثار وی نیست.
این اثر اولین کار پیکاسو در طبقه‌بندی دوره سرخ است، بنابراین قرار گرفتن پیکر دخترک در فضایی به یکباره آبی شده در پس زمینه که سعی در یادآوری، تلقین و به نوعی تکرار فضای دوره گذشته را دارد، کاملاً منطقی به نظر می‌رسد.
با این که دوره آبی در بین دیگر دوره‌های طبقه‌بندی آثار پیکاسو (به غیر از کوبیسم) از محبوبیت خاصی برخوردار است اما بی‌شک، این دوره سرخ بود که پیکاسو را به جایگاه واقعیش در دنیای هنر رساند و اولین شاهکار پیکاسو، خانواده سالتیمبنکز (به انگلیسی: Family of Saltimbanques) در این دوره و تقریباً همزمان با این اثر خلق شد. 
دختری در لباس خواب هم‌اکنون در نگارخانه Tate Modern در لندن نگهداری می‌شود.

## منبع
- Tate Modern Gallery, London, "Girl in a Chemise" by "Pablo Picasso",  http://www.tate.org.uk/servlet/ViewWork?cgroupid=999999961&workid=11856&searchid=8492&tabview=work (accessed March 16, 2008).